# Mercedes Aroz
Mercedes Aroz Ibáñez (Zaragoza, 21 de septiembre de 1944) es una activista católica y expolítica socialista española. 

## Reseña biográfica
Doctora en Economía, Licenciada en Ciencias Económicas y Empresariales por la Universidad de Barcelona. Ha sido profesora de Teoría Económica en la Universidad de Barcelona y de Políticas Públicas en la Universidad Abat Oliba CEU, asesora fiscal y asesora sindical. 
En el año 1976 se incorporó al proyecto socialista, en el que participó treinta y tres años, habiendo sido dirigente, primero de la Federación Catalana del PSOE (1976-1978) y tras la unidad de todos los socialistas catalanes en 1978, del Partit dels Socialistes de Catalunya (PSC), partido del que fue cofundadora, durante dieciocho años. Fue miembro del Comité Federal del PSOE durante dieciséis años (1984-2000). Ha sido diputada y senadora por Barcelona en el Parlamento español a lo largo de seis legislaturas (1986-2008).
Está divorciada y es madre de dos hijos.

## Trayectoria política
Simpatizante de la Liga Comunista Revolucionaria (trotskista) en su juventud, en 1976 se afilió al PSOE, siendo delegada por Barcelona al XXVII Congreso del PSOE celebrado en Madrid en diciembre de ese año, el primero celebrado en España tras la etapa franquista. 
Formó parte de la candidatura socialista por Barcelona en las elecciones generales de España de 1977, las primeras elecciones generales de la democracia. 
En 1978 participó en la fundación del Partit dels Socialistes de Catalunya (PSC). En este partido ocupó cargos directivos (1982-2000) con distintas responsabilidades: medios de comunicación; adjunta a la Primera Secretaria (con Raimon Obiols); políticas de desarrollo; política industrial; coordinación de las Administraciones Públicas; acción política en las Cortes Generales. Fue miembro del Comité Federal del PSOE desde su elección  en el XXX Congreso, celebrado en diciembre de 1984, hasta el XXXV  Congreso, celebrado en julio de 2000.  
Formó parte de la Comisión Mixta de Valoraciones Estado – Generalidad de Cataluña (1984-1986). En ella participó en la preparación de la reforma del sistema de financiación de las comunidades autónomas para el periodo 1987-1991. 
Fue diputada por Barcelona entre 1986 y 2000, para pasar al Senado en 2000, representando a su partido en la candidatura de la coalición Entesa Catalana de Progrés. Repitió en 2004, siendo en la primera ocasión el candidato más votado de la circunscripción (983.686 votos, 39,03%) y en la segunda, y hasta esa elección, el candidato más votado históricamente de España (1.602.225 votos, 53,67%).  
En el Congreso de los Diputados perteneció a las Comisiones de Economía, Comercio y Hacienda, Presupuestos, Industria, Tribunal de Cuentas y Reglamento; fue portavoz de Economía del Grupo Parlamentario Socialista (1994-1996) y Secretaria General Adjunta del Grupo (1996-1998) con el expresidente del Gobierno Felipe González como presidente y Joaquín Almunia portavoz y posteriormente presidente. En el Senado fue portavoz de Economía y Hacienda, Presupuestos y Reglamento.

## Conversión al catolicismo
En noviembre de 2007, Aroz anunció el abandono de su escaño de senadora debido a su conversión al catolicismo y su retirada de la política activa al finalizar la legislatura en enero de 2008. Sus discrepancias con su partido político comenzaron a hacerse visibles al tramitarse la reforma del Código Civil español por el que se permitía el matrimonio entre personas del mismo sexo. En junio de 2005, el Senado votó contra el matrimonio homosexual por 136 votos frente a 119. Aroz y su compañero de bancada, Francisco Vázquez, se ausentaron para no votar a favor. En 2009 también abandonó su militancia en el PSC con motivo de la ampliación de la ley del aborto.
Desde su nueva postura religiosa y política, rechaza también la investigación con células madre embrionarias y pide que se facilite la educación religiosa en la escuela. En palabras suyas, afirma que "el cristianismo tiene mucho que decir a los hombres y mujeres de nuestro tiempo, porque hay algo más que la razón y la ciencia. A través de la fe cristiana se alcanza a comprender plenamente la propia identidad como ser humano y el sentido de la vida". Aroz alerta a la sociedad de que existiría una pretensión de promover un cambio de mentalidad hacia el laicismo y el relativismo ético.
Ha declarado que en su conversión intervinieron dos sucesos: la conversión de su hijo y el impacto que le supuso la Jornada Mundial de la Juventud celebrada en Tor Vergata (Roma) en 2000.

## Asociación Foro Cultura21: Derechos Fundamentales y valores que cimentaron Europa
Ha colaborado con la asociación católica E-Cristians (2010-2012), dirigida por el exconsejero de la Generalidad de Cataluña por CiU (1984-1989) Josep Miró, formando parte de su comisión ejecutiva y dirigiendo para la acción de la asociación la elaboración de un proyecto de reformas de las leyes del gobierno socialista de J.L. Rodríguez Zapatero en el periodo 2004-2011.
En 2011, fundó la asociación Foro Cultura21 - Nuevo Feminismo y Derechos Humanos, una organización de ámbito español y con sede en Barcelona. Asociación feminista y comprometida con los derechos humanos para promover respuestas a los retos planteados en estos ámbitos en el siglo XXI; siendo consultora de la Agencia de los Derechos Fundamentales de la Unión Europea (Civil society and the Fundamental Rights Platform). Su distintivo: el compromiso con el progreso de los derechos fundamentales; y su prioridad promover el pleno reconocimiento de la dignidad y del derecho a la vida de todo ser humano desde el inicio de su existencia, asegurando la protección efectiva de estos derechos en la Unión Europea y el desarrollo de la norma de su tutela para resolver el conflicto existente entre algunos de ellos. En 2023, la asociación dio lugar a una nueva organización, nuevo Foro Cultura21 (FC21), que mantiene los compromisos de la anterior y amplía su campo de acción, que orienta globalmente hacia la regeneración de la Civilización Occidental con la recuperación de los valores que cimentaron Europa.

## Diálogo cristianismo - cultura laica
Aroz promueve el diálogo entre el cristianismo y la cultura laica, y una nueva ética pública común en la sociedad pluralista sobre la base de los valores auténticos del ser humano y el respeto de los derechos humanos fundamentales.